# 勞希夫卡

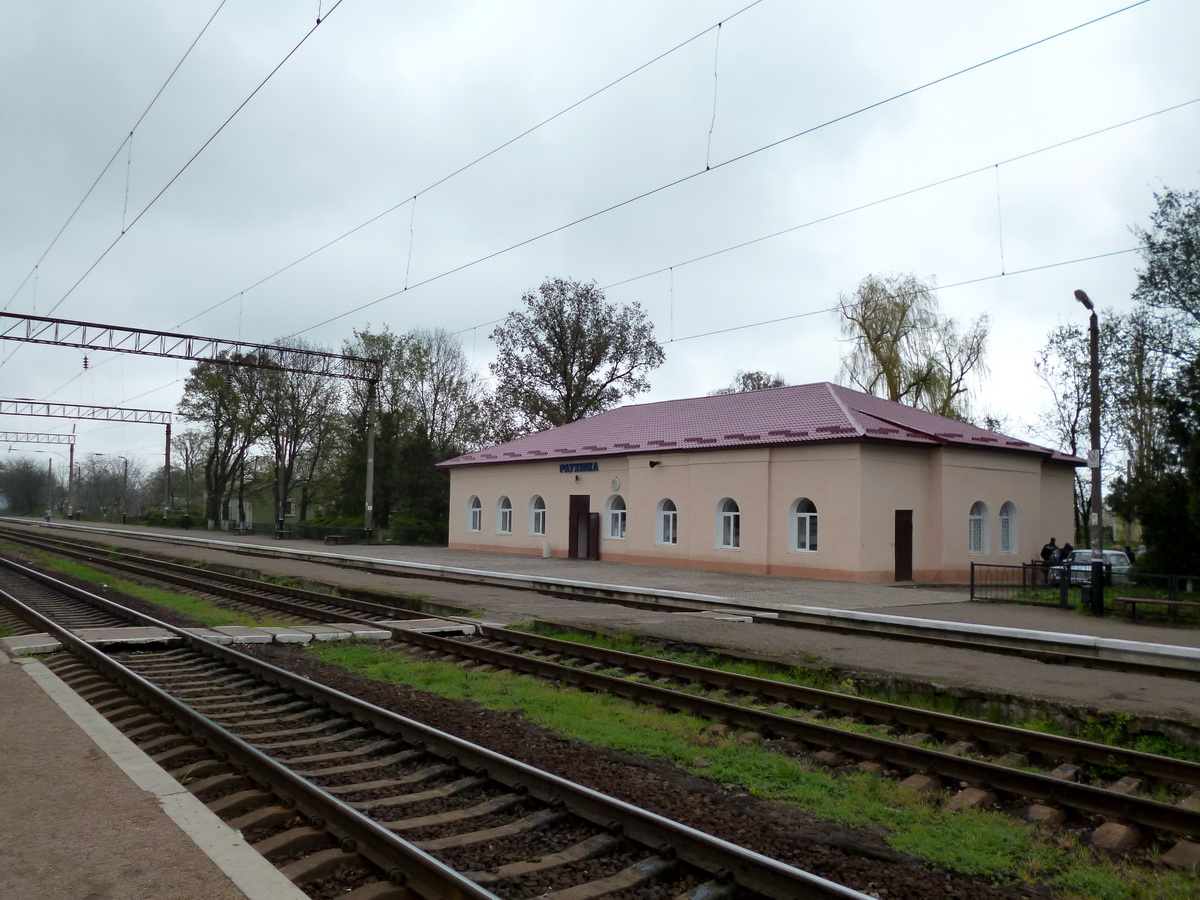
勞希夫卡火车站

勞希夫卡（烏克蘭語：Раухівка），是烏克蘭西南部敖德薩州贝雷济夫卡区劳希夫卡市镇内的市級鎮及其行政中心。處於贝雷济夫卡西南面8公里，面積5.92平方公里，2011年人口2,603，人口密度每平方公里439.55人。